# Paula Patiño
Paula Patiño   (La Ceja, 29 de març de 1997) és una ciclista colombiana, que realitza ciclisme de carretera. Actualment milita a l'equip Movistar Team.
En el seu palmarès hi destaca el Campionat de Colòmbia de ciclisme en ruta del 2024.

## Palmarès en ruta
- 2014
  -  Campiona de Colòmbia en ruta júnior

- 2015
  - Medalla de bronze als Campionats Panamericans de ciclisme en contrarellotge júnior

- 2017
  - Medalla de bronze als Jocs Bolivarians en ruta
  - Vencedora d'una etapa a la Volta a Colòmbia

- 2018
  - 1a a la Clásica de Rionegro
  - Vencedora d'una etapa a la Volta a Colòmbia

- 2019
  - Medalla de plata als Campionats Panamericans de ciclisme en ruta sub-23
- 2024
  -  Campiona de Colòmbia en ruta

### Resultats a les Grans Voltes

#### Giro d'Itàlia
- 2019: 23a
- 2020: 8a
- 2022: 26a
- 2023: 18a
- 2024. Abandona a la 7a etapa
- 2025: 37a posició

#### Tour de França
- 2022: 23a
- 2023: 25a

#### Volta a Espanya
- 2023: 34a posició

## Palmarès en pista
- 2015
  - Medalla de plata als Campionats Panamericans de persecució per equips júnior
  - Medalla de bronze als Campionats Panamericans en scratch júnior

- 2016
  - Medalla de plata als Campionats de Colòmbia de ciclisme en pista en persecució per equips